# 대구대실초등학교
대구대실초등학교는 대한민국 대구광역시 달성군 다사읍에 있는 공립 초등학교이다.

## 연혁
- 2016-02-14 대구대실초등학교 교사 준공
- 2016-02-14 학교 설립 인가
- 2016-02-26 급식실 개소실 및 시식회
- 2016-03-01 초대 반해정 교장 취임
- 2016-03-01 일반학급 21학급, 특수학급 1학급 편성
- 2016-03-02 1학년(남 60명, 여 63명, 계 123명), 전교생 444명(남 221명, 여 223명) 입학